# Simplicissimus-Haus
Das Simplicissimus-Haus in Renchen (Baden-Württemberg) ist ein rezeptionsgeschichtliches Literaturmuseum, in dem Illustrationen zu den Werken des Barockdichters Johann Jakob Christoffel von Grimmelhausen (geboren um 1622 in Gelnhausen; gestorben am 17. August 1676 in Renchen) ausgestellt werden, der im 17. Jahrhundert den bekannten Abenteuer- oder Schelmenroman Der Abentheuerliche Simplicissmus Teutsch veröffentlichte.

## Geschichte
Im Juli 1667 wurde Grimmelshausen vom Bischof von Straßburg als Schultheiß von Renchen eingesetzt. Er war für die niedere Gerichtsbarkeit vor Ort zuständig, für das Eintreiben von Steuern und Abgaben und für das Einhalten der öffentlichen Ordnung. Neben diesen Tätigkeiten stellte er sein umfangreiches Gesamtwerk, darunter die zehn Bände des Simplicianischen Zyklus, fertig.
Der Träger des Simplicissimus-Hauses, der Förderverein Grimmelshausenfreunde Renchen wurde 1976 gegründet. Im Jahr darauf entstanden der Grimmelshausen-Spielkreis und 1979 die Stiftung Grimmelshausen-Archiv, die ihren Sitz heute in dem Museum hat. Einer der Stifter war Egon Lorenz, der zeit seines Lebens alles zusammengetragen hatte, was er über Grimmelshausen finden konnte. 1984 kaufte die Stadt das ca. 1760 erbaute Ackerbürgerhaus in unmittelbarer Nachbarschaft des Rathauses. 1990 wurde unter anderem in Renchen eine Ausstellung mit dem Titel „Simplicissimus – ein barocker Schelm in der Kunst des 20. Jahrhunderts“ gezeigt, die von Martin Bircher und Christian Juranek konzipiert worden war. Das Konzept sollte die Grundlage der Erinnerungs- und Gedenkstätte für Grimmelshausen in Renchen werden.
1991 stimmte die Arbeitsstelle für literarische Archive, Museen und Gedenkstätten des Landes Baden-Württemberg in Marbach zu, eine Grimmelshausen-Gedenkstätte zu unterstützen. Den dazugehörigen Architekturwettbewerb gewann 1992 die Architektengemeinschaft Adler&Retzbach aus Karlsruhe. Im gleichen Jahr wurde eine Baugenehmigung erteilt. Nach Spenden der Mäzene Karl-Heinz Maurer und Dieter Dieckmann wurde 1995 mit Renovierungsarbeiten am Ackerbürgerhaus begonnen. Grundsteinlegung war am 27. Mai 1997, eröffnet wurde das Museum am 2. Oktober 1998. Die Umgestaltung des barocken Ackerbürgerhauses aus der Mitte des 18. Jahrhunderts wurde 1999 vom Bund Deutscher Architekten (BDA) im Rahmen des Hugo-Häring-Preises, des wichtigsten Architekturpreises in Baden-Württemberg, ausgezeichnet. Die Jury lobte „die Sensibilität im Umgang mit der alten Bausubstanz“ und das „behutsame“ Einfügen von neuen Elementen.
Träger des Museums ist der Förderverein Grimmelshausenfreunde Renchen unter dem Vorsitz von Klaus Brodbeck, ehemaliger Bürgermeister der Stadt Renchen und ehemaliger Landrat des Ortenaukreises.

## Museumskonzept
Die Dauerausstellung umfasst eine Sammlung von Originalgraphiken und Zeichnungen verschiedener bekannter Künstler des 20. Jahrhunderts. Zu sehen sind rund 250 Aquarelle, Grafiken, Lithografien, Federzeichnungen, Ölbilder und Skulpturen auf zwei Ebenen.
Der Hauptraum des Simplicissimus-Hauses ist dem Inhalt des Romans Simplicissimus gewidmet. Ausgestellt werden Originalzeichnungen u. a. von A. Paul Weber, Max Klinger, Walther Klemm, Erich Erler-Samaden, Hans Sauerbruch, Joseph Hegenbarth, dem Schweizer Künstler Max Hunziker und dem Österreicher Axl Leskoschek. Im ersten Obergeschoss sind Werke von Claus Arnold, Udo Claaßen und dem in die USA emigrierten jüdischen Künstler Fritz Eichenberg sowie dem Leipziger Künstler Rolf Münzer zu sehen. In chronologischer Reihenfolge wird über die verschiedenen Ausgaben von Grimmelshausen bis zum Ende des Ersten Weltkrieges bzw. bis zu Beginn der Fünfzigerjahre des 20. Jahrhunderts informiert. Das Konzept zur Gestaltung des Museumskellers wurde von dem Künstler Jürgen Goertz erarbeitet. Von ihm stammt auch die 1998 geschaffene Skulptur des „Fabeltiers“ in dem freigelegten Seitengang des Kellers.
Im Juni 2015 wurde nach einem Jahr Bauzeit ein Anbau mit einem Veranstaltungsraum und einem Archiv eingeweiht. Der zweigeschossige Altbau mit Krüppelwalmdach, der seine Giebelfassade dem Rathausvorplatz zuwendet, bleibt trotz der Erweiterung dominierend. Die Erweiterung ist als eingeschossiges, transparent wirkendes Foyer zwischen das Ackerbürgerhaus und das Nachbargebäude im Zuge der Reihenbebauung eingebettet. Städtebaulich bedeutender ist der rückwärtige Anbau. Der Architekten Adler und Retzbach orientierten sich dabei an historischen Scheunen, wie sie früher in Renchen üblich waren und zum Teil heute noch sind. In seiner Silhouette greift der Anbau dieses Motiv in abstrakter Form auf.
Im Simplicissimus-Haus finden Grimmelshausen-Tagungen, Lesungen und Konzerte statt.